# Yongsheng (socken i Kina, Sichuan)
Yongsheng (kinesiska: 永胜乡, 永胜) är en socken i Kina. Den ligger i provinsen Sichuan, i den sydvästra delen av landet, omkring 170 kilometer sydväst om provinshuvudstaden Chengdu.
Genomsnittlig årsnederbörd är 1 487 millimeter. Den regnigaste månaden är juli, med i genomsnitt 349 mm nederbörd, och den torraste är december, med 12 mm nederbörd.